# Cartoon

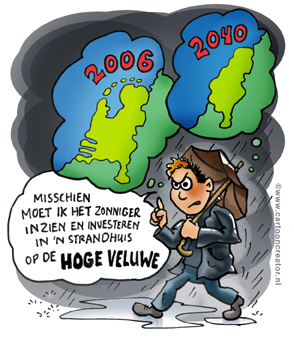
Over klimaatverandering, Peter Welleman

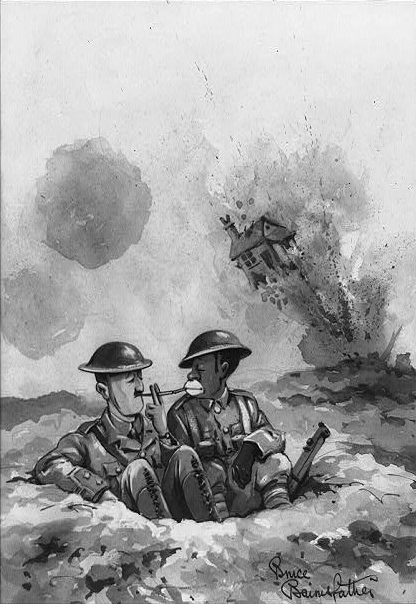
De groei van democratie, 1917

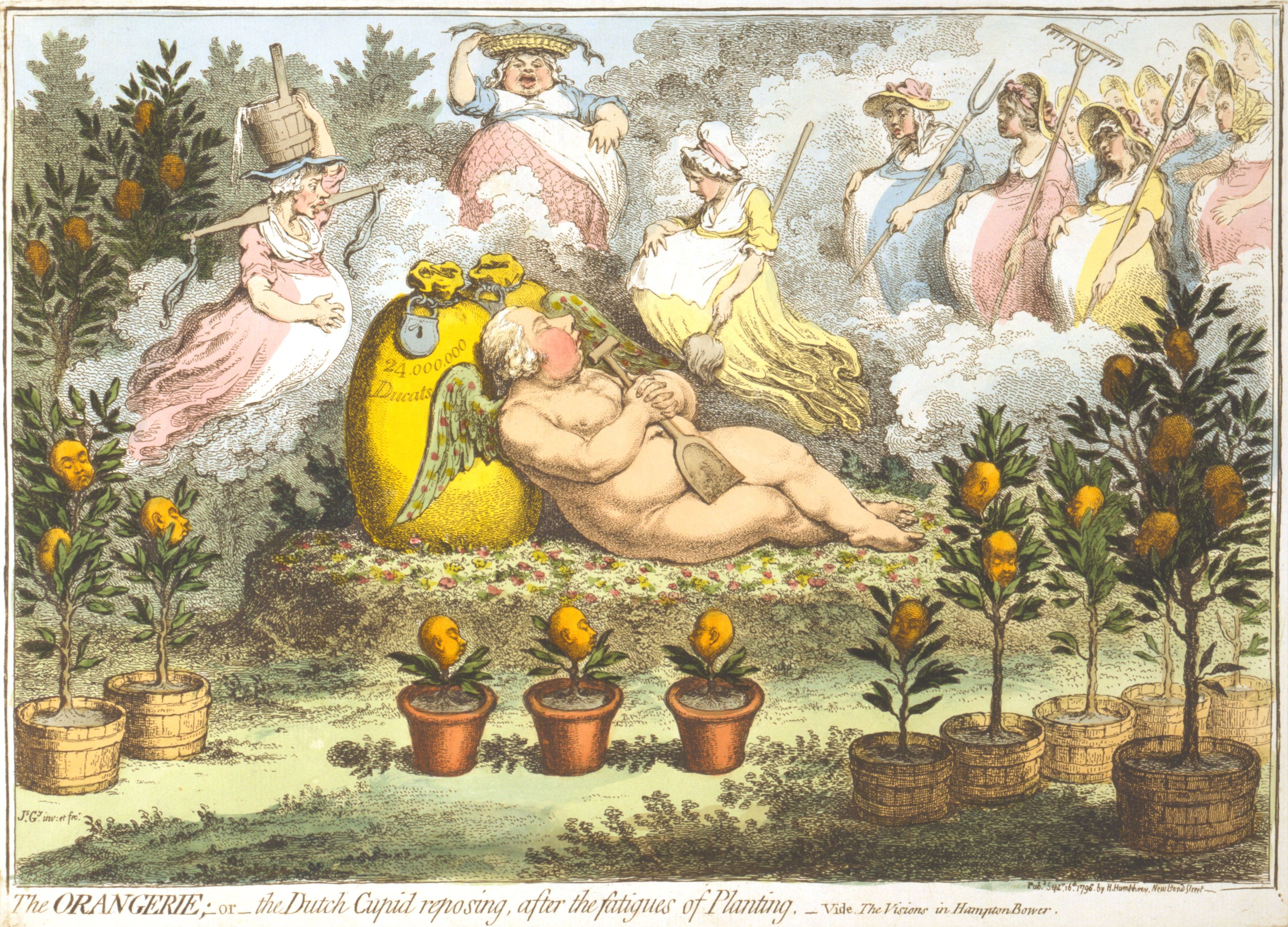
Willem V van Oranje-Nassau (als Cupido) droomt over vele hoogzwangere vrouwen, 1796

Een cartoon of spotprent is een humoristische tekening, soms voorzien van een onderschrift, die kan gebruikt worden als commentaar of kritiek op actuele gebeurtenissen of maatschappelijke trends. Een cartoon kan bijvoorbeeld een karikatuur van een bekend persoon, een persiflage van een actuele situatie of simpelweg een afbeelding van een komische situatie zijn. Veel kranten en tijdschriften publiceren cartoons. In kranten gaat het vaak om politieke spotprenten.
Het woord lijkt afgeleid van een tekening op een hard stuk papier, in het Frans carton, in het Italiaans cartone en in het Nederlands karton. Het woord "cartoon" wordt ook weleens gebruikt voor stripverhalen of tekenfilms.

### Nederland
Het gebeurt niet vaak dat in Nederland een cartoonist persoonlijke gevolgen ondervindt van zijn werk, maar Bernard Willem Holtrop, die onder het pseudoniem Willem werkte, veroorzaakte in 1966 een schandaal met een prent waarop koningin Juliana zich prostitueerde. De prent werd in beslag genomen, Holtrop werd gearresteerd en werd samen met zijn uitgever vervolgd wegens majesteitsschennis. Hierna verhuisde Willem naar Parijs.
In 1995 stak er op het gebied van politieke prenten een stormpje op rond een tekening die Teo Gootjes voor het Rotterdams Dagblad maakte over Neelie Kroes en de subsidie die zij als minister had gegeven aan het afvalverwerkingsbedrijf TCR. Mevrouw Kroes zag er de humor niet van in dat zij als corrupt werd uitgebeeld en stapte naar de rechter. Die stelde haar in het ongelijk. Gootjes maakte naar aanleiding van het kort geding dat de vroegere bewindsvrouwe tegen zijn krant aanspande een tweede, eveneens nogal vernietigende tekening.
Er zijn ooit Kamervragen gesteld door de Rooms Katholieke Partij Nederland over een als bijzonder grievend ervaren cartoon van Yrrah in Vrij Nederland, maar dat had verder geen consequenties.

## Bekende cartoonisten

### Nederlands
- Argus (René Leisink, Metro)
- Fritz Behrendt (Telegraaf)
- Joep Bertrams (De Groene Amsterdammer, Het Parool)
- Johan Braakensiek (De Groene Amsterdammer)
- Daniel van den Broek
- Gezienus Bruining (Tubantia)
- Jos Collignon (de Volkskrant)
- CORK (Cor Hoekstra)
- Arend van Dam (Het Financieele Dagblad)
- Djanko (Herman Jan Couwenberg)
- Eppo Doeve (Elsevier)
- Pieter Geenen (Trouw)
- Teo Gootjes (Rotterdams Dagblad)
- Gummbah (Gertjan van Leeuwen, de Volkskrant)
- Albert Hahn (Het Volk)
- Hajo (Hajo de Reijger; NRC Handelsblad)
- Albo Helm (Vrij Nederland)
- Tom Janssen (Trouw; diverse regionale kranten)
- Leendert Jurriaan Jordaan (De Groene Amsterdammer)
- Fred Julsing
- Jean Gouders (De Limburger)
- Benjamin Kikkert (Medisch Contact; Trouw)
- Willem van Konijnenburg (De Kroniek); (De Nederlandsche Spectator)
- Hein de Kort (Parool; Het Financieele Dagblad)
- Paul Kusters (Algemeen Dagblad; diverse regionale kranten)
- Evert Kwok (Eelke de Blouw en Tjarko Evenboer)
- Frits Müller (NRC Handelsblad)
- Len Munnik (Trouw)
- Jesse van Muylwijck (De rechter; diverse regionale kranten)
- Gregorius Nekschot (HP/De Tijd; Propria Cures)
- Ruben L. Oppenheimer (NRC Handelsblad; Algemeen Dagblad)
- Marijn (Mat Rijnders; Eindhovens Dagblad)
- Opland (Rob Wout, de Volkskrant en De Groene Amsterdammer)
- Pluis (Telegraaf; Dagblad van het Noorden; Nederlands Dagblad)
- Felix Roosenstein
- Tjeerd Royaards (Trouw; NRC Handelsblad)
- Jan Sanders
- Bas van der Schot (de Volkskrant)
- Ton Smits
- Peter van Straaten (Het Parool; Vrij Nederland)
- Jean-Marc van Tol (Fokke & Sukke; NRC Handelsblad)
- Jip van den Toorn (de Volkskrant; Vrij Nederland)
- Stefan Verwey (de Volkskrant; De Gelderlander)
- Nico Visscher (Dagblad van het Noorden; Binnenlands Bestuur)
- Mirjam Vissers (Trouw; Financieel Dagblad)
- Berend Vonk (Trouw)
- Peter Vos (Vrij Nederland)
- Wibo (Wim Boost, de Volkskrant)
- Willem (Libération; Charlie Hebdo)
- Kees Willemen (SP)
- Yrrah (Harry Lammertink; Vrij Nederland)

### Belgisch
- CANARY PETE (Sus Damiaens)

- sNARf
- Serge Ernst
- Ever Meulen (Eddy Vermeulen)
- Fleur (Fleur van Groningen)
- Fré (Frederik Pas)
- Gal
- Jeroom (Jeroom Snelders)
- Kamagurka (Luc Zeebroek)
- Kim (Kim Duchateau)
- Lectrr (Steven Degryse)
- Ludo (Ludo Goderis)
- Marec (Marc De Cloedt)
- Erik Meynen
- Nesten (Rik Delneste René)
- André Nollet
- Pil (Joë Meulepas)
- O-sekoer (Luc Descheemaeker)
- Steven (Stefan Wilsens)
- Vanmol (Erwin Vanmol) (onder andere Ché, Knack)
- ZAK (Jacques Moeraert)
- Zaza (Klaas Storme)

### Overig
- John Callahan (Verenigde Staten)
- Henryk Tomaszewski (Polen)
- Ali Farzat (Syrië)
- Rube Goldberg (Verenigde Staten)
- Guillermo Mordillo (Argentinië)
- Godfrey Mwampembwa (Tanzania)
- Quino (Argentinië)
- Jean-Jacques Sempé (Frankrijk)
- Erich Schilling (Duitsland)
- Jonathan Shapiro (Zuid-Afrika)
- Saul Steinberg (Verenigde Staten)
- Kurt Westergaard (Denemarken)
- Sanaz Bagheri (Iran)
- Bruce Blitz (Verenigde Staten)
- Doaa El-Adl (Egypte)

## Prijzen
- Gouden Hoed (prijs van het Cartoonfestival Knokke-Heist)
- Gulden Ei (prijs van de Euro-kartoenale Kruishoutem)
- Inktspotprijs
- Ton Smits-penning

## Festivals en exposities
- Cartoonfestival Knokke-Heist
- Euro-kartoenale Kruishoutem
- Politiek in Prent, jaarlijkse reizende tentoonstelling beginnend in Den Haag

## Cartoonmusea
- Europees Cartoon Centrum, Kruishoutem
- Nederlands Stripmuseum, Groningen

## Cartoontijdschriften
- Scherper, Vlaams cartoontijdschrift
- Charlie Hebdo, bekend van de aanslag